# Villa Wallonne
La villa Wallonne est une villa située au Touquet-Paris-Plage, construite au début du XXe siècle. Les façades et toitures de la villa font l’objet d’une inscription au titre des monuments historiques depuis le 12 août 1998.

## Localisation
Cette villa est sise au no 44 du boulevard Daloz, à l'angle du no 78 de la rue de Bruxelles.

## Construction

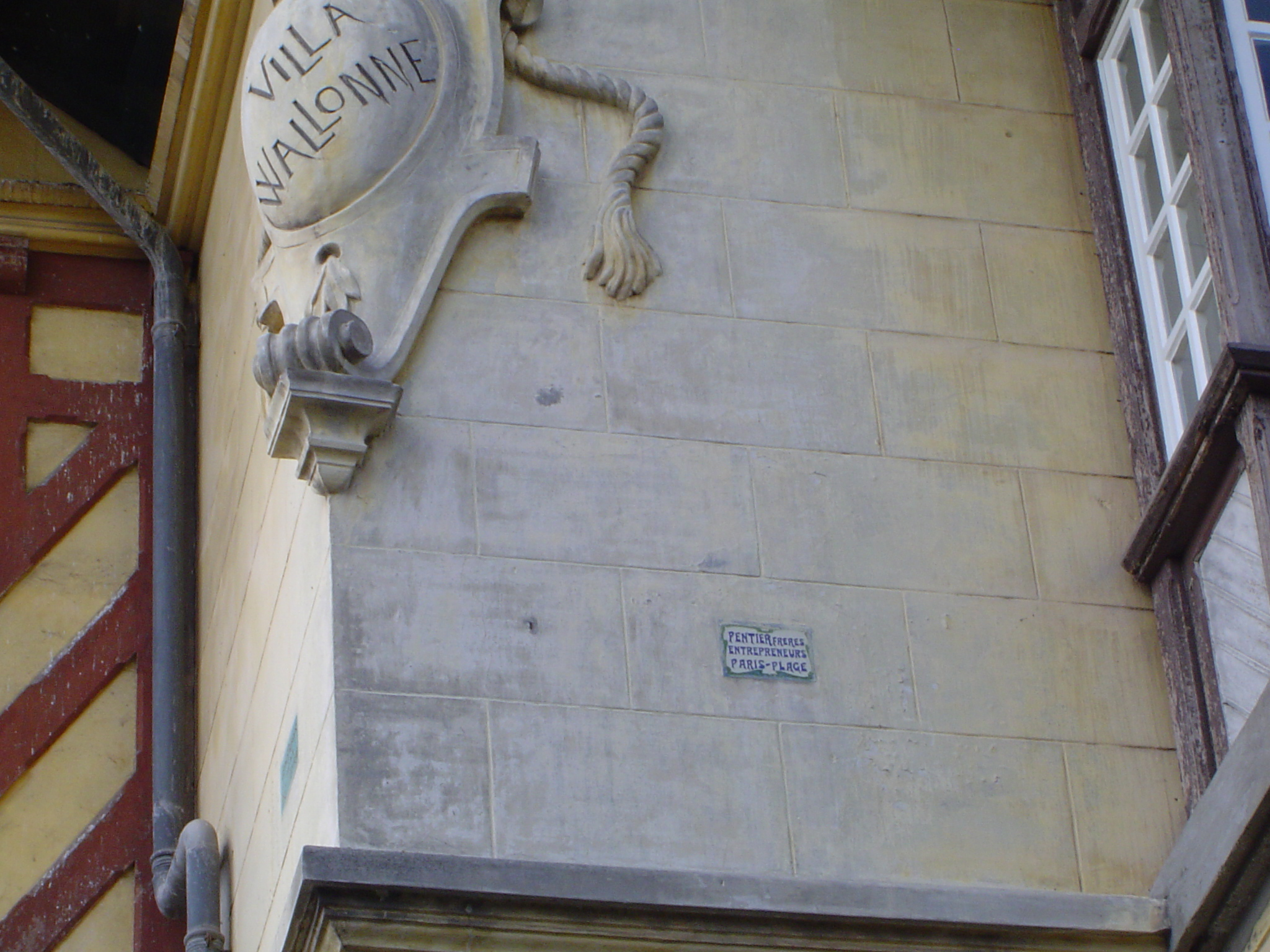
Détail de la façade à l'angle des deux rues

Cette villa d'angle est de grande taille avec ses trois niveaux. Elle marque l'entrée du centre-ville, symétriquement à l'entrée de la rue Saint-Jean.
Elle repose sur un haut soubassement en pierres de Baincthun, comme l'hôtel de ville. De type chalet, elle fait référence au Village suisse tout proche.
Elle est l'œuvre de l'architecte amiénois Aimé Delarue et a été construite par l'entreprise Pentier Frères.

## Pour approfondir